# Toxabramis argentifer
Toxabramis argentifer är en fiskart som beskrevs av Abbott, 1901. Toxabramis argentifer ingår i släktet Toxabramis och familjen karpfiskar. Inga underarter finns listade i Catalogue of Life.